# 真砂町 (横浜市)
真砂町（まさごちょう）は、神奈川県横浜市中区の町名。現行行政地名は真砂町。「字丁目」として1丁目4丁目までが設けられている。住居表示未実施。面積は0.024km²。人口はごくわずかである。

## 地理
横浜の関内地区に南東－北西に細長い町域を持ち、南東が1丁目となる。南東はみなと大通をはさんで横浜公園に接し、北東は尾上町1～4丁目、南西は港町1～4丁目に挟まれる。尾上町・港町5丁目の間で真砂町の町域はなくなる。各丁目の境には、1・2丁目境にくすのき広場、2・3丁目境に関内桜通、3・4丁目境に関内大通（国道16号）が横切る。1丁目には港町・尾上町にまたがり横浜市庁舎跡地がある（所在地表記は港町）。2丁目には関内中央ビルと関内駅前第一ビルの大型オフィスビルがある。3丁目には港町にまたがりショッピングセンター「セルテ」が建つ。4丁目は関内駅北口に近く、飲食店やカラオケ店が立ち並ぶ。町の大半がビジネス街であり、人口はごくわずかである。

## 歴史
1850年（嘉永3年）から1856年（安政3年）にかけて太田屋新田として開拓された土地で、1867年（慶応3年）に伊藤清十郎により埋め立てられ、街並みが形成された。1873年（明治6年）3月に相生町で出火した火災により、町の大半が消失。同年5月に地区改正が行われ、新浜町・若松町・緑町・高砂町・小松町・小舟町・駒形町を廃止し、相生町・尾上町・住吉町・常盤町・真砂町・港町を南東－北西に伸びる街路沿いに設置した。1889年（明治22年）4月1日、市制施行に伴い横浜市の一部となる。1927年（昭和2年）10月1日には区制施行に伴い横浜市中区の一部となる。町名は謡曲の一節から採った佳名であり、瑞祥地名である。
2022年（令和4年）、神奈川県は真砂町1丁目から4丁目を県暴力団排除条例に基づき暴力団排除特別強化地域に指定した。

## 学区
市立小・中学校に通う場合、学区は以下の通りとなる（2024年11月時点）。
| 番地 | 小学校             | 中学校                 |
| ---- | ------------------ | ---------------------- |
| 全域 | 横浜市立本町小学校 | 横浜市立横浜吉田中学校 |

## 経済

### 産業
かつて存在した企業
- 合名会社竹内商店 - 目的は1内地牛羊豚肉又は外国産生牛生肉羊肉等の輸出入販売、2肉製品及び皮革等売買[11]。設立の年は1921年[11]。本店は真砂町1丁目[11]。代表社員は竹内慶太郎[11]（生肉商、横浜屠場社長）[12]。

#### 事業所
2021年現在の経済センサス調査による事業所数と従業員数は以下の通りである。
| 丁目        | 事業所数  | 従業員数 |
| ----------- | --------- | -------- |
| 真砂町2丁目 | 22事業所  | 133人    |
| 真砂町3丁目 | 64事業所  | 699人    |
| 真砂町4丁目 | 41事業所  | 281人    |
| 計          | 127事業所 | 1,113人  |

#### 事業者数の変遷
経済センサスによる事業所数の推移。
| 年                 | 事業者数 |
| ------------------ | -------- |
| 2016年（平成28年） | 139      |
| 2021年（令和3年）  | 127      |

#### 従業員数の変遷
経済センサスによる従業員数の推移。
| 年                 | 従業員数 |
| ------------------ | -------- |
| 2016年（平成28年） | 1,155    |
| 2021年（令和3年）  | 1,113    |

## その他

### 日本郵便
- 郵便番号：231-0016[2]（集配局：横浜港郵便局[15]）

### 警察
町内の警察の管轄区域は以下の通りである。
| 丁目        | 番・番地等 | 警察署       | 交番・駐在所 |
| ----------- | ---------- | ------------ | ------------ |
| 真砂町1丁目 | 全域       | 加賀町警察署 | 尾上町交番   |
| 真砂町2丁目 | 全域       | 加賀町警察署 | 尾上町交番   |
| 真砂町3丁目 | 全域       | 加賀町警察署 | 尾上町交番   |
| 真砂町4丁目 | 全域       | 加賀町警察署 | 尾上町交番   |